# Яцек Беднарський
Яцек Богуслав Беднарський (пол. Jacek Bogusław Bednarski, 12 березня 1939, Краків — 19 жовтня 2008, Вроцлав) — польський шахіст, за освітою філософ та фізик, політичний діяч.

## Життєпис

### Освіта
Яцек Беднарський - випускник філософського факультету Ягеллонського Університету. Також вивчав фізику в Московському Університеті.

### Шахова кар'єра
Зацікавився шахами в 11 років, навчався за публікаціями журналу Szachy, підручником Тадеуша Чарнецького та самостійно вивчаючи партії Пола Морфі. З професійним шаховим тренером уперше працював під час навчання в Москві. Повернувшись у Польщу, зайняв місце серед найсильніших шахістів країни. У 1960—1979 брав участь у 15 фінальних частинах першості країни. У жодному з розіграних за круговою системою фіналів не посідав місця нижче сьомого, чотири рази ставав медалістом, у тому числі: чемпіоном (1963), срібним призером (1964) і двічі володарем бронзових нагород (1972 i 1975). П'ятиразовий учасник шахових олімпіад (у 1964, 1966, 1968, 1970, 1972), учасник командного чемпіонату Європи (1973).
Учасник багатьох 14 міжнародних матчів і більш як 60 міжнародних шахових турнірів. 1967 на Меморіалі Капабланки в Гавані був близький до здобуття титулу гросмейстера, посів VII місце (разом із Яном Доннером, переміг тоді Бент Ларсен, обійшовши Марка Тайманова, Василя Смислова і Лева Полугаєвського). 1972 переміг у двох міжнародних турнірах: люблінському та у Градець-Кралове. Тричі діли ІІ місце на Rilton Cup у Стокгольмі (1976/77, 1978/79 i 1979/80).
В молодості грі Беднарського був притаманний агресивний комбінаційний стиль, що з часом еволюціонував до позиційних шахів зі зрілими та новаторськими знахідками. Вважався ерудитом, знавцем шахової теорії. В його доробку, серед іншого, перемоги над Юхимом Геллером, Ульфом Андерссоном, а також чемпіонкою світу Ноною Гапріндашвілі.
Найвищим показником у кар'єрі Беднарського стали 2425 пунктів 1 січня 1975 та 2-ге місце (за Влодзімєжем Шмідтом) серед шахістів Польщі.

### Політика
З початку 1990-х пробував сили в різного роду політичних проектах. 2005 року приєднався до Самооборони, в списку якої без успіху намагався пройти до сенату в окрузі Вроцлавському.

## Зовнішні посилання
- Jacek Bednarski [Архівовано 3 березня 2016 у Wayback Machine.] – вибрані партії
- Jacek Bednarski * 1939 † 2008 [Архівовано 29 квітня 2014 у Wayback Machine.]
- PZSzach: Bogusław Jacek BEDNARSKI (1939-2008)